# Impasse Chausson
L'impasse Chausson est une voie du 10e arrondissement de Paris, en France.

## Situation et accès
L'impasse Chausson est une voie publique située dans le 10e arrondissement de Paris. Elle débute au 31, rue de la Grange-aux-Belles et se termine en impasse.

## Origine du nom

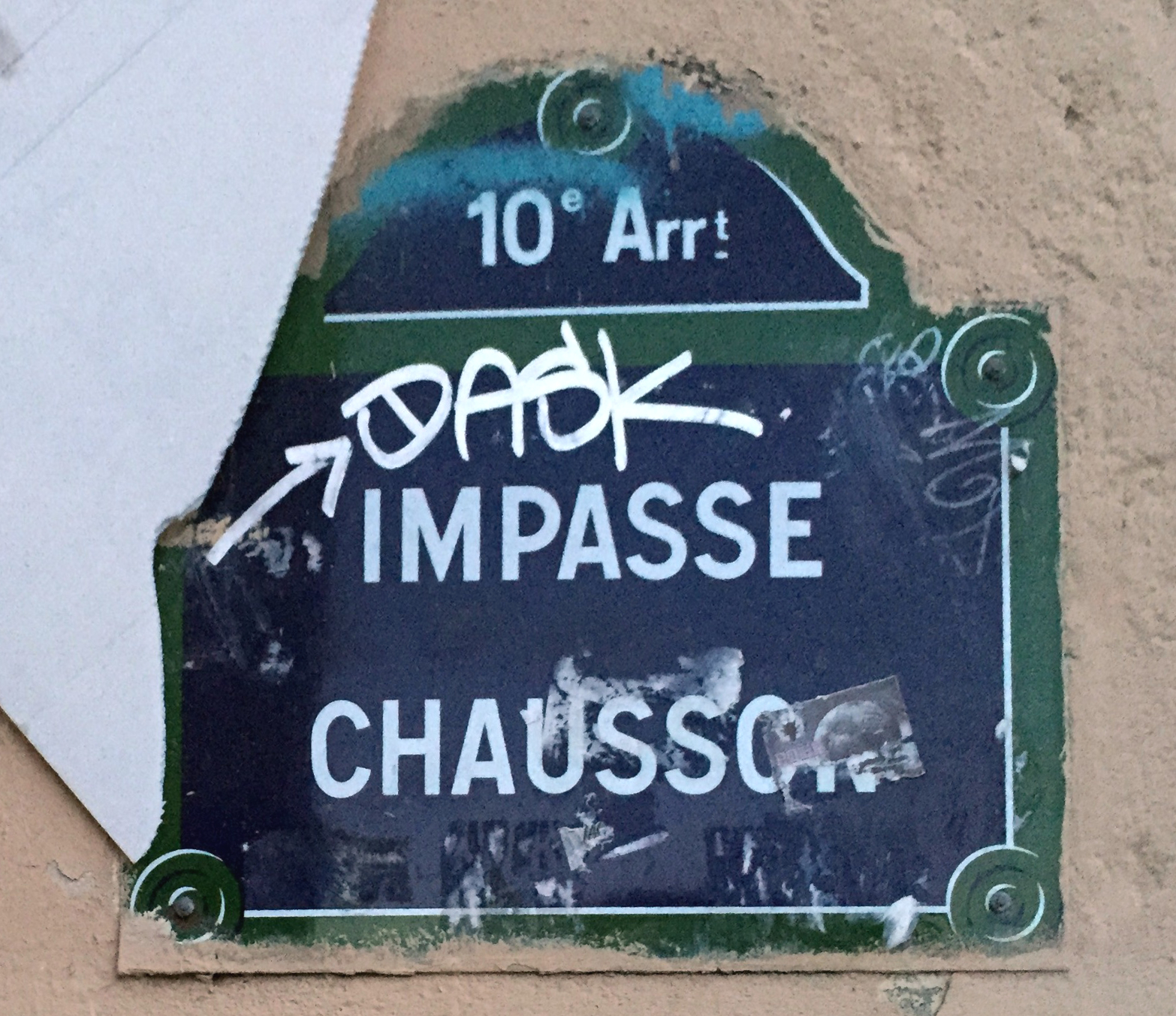
Panneau de la rue.

L'impasse Chausson tire son nom de celui du propriétaire du terrain sur lequel elle a été ouverte en 1835.

## Historique
Cette impasse est ouverte en 1835 sous sa dénomination actuelle et est alors fermée par des grilles à ses deux extrémités. Elle a été autorisée comme passage public par deux ordonnances de police des 22 novembre 1847 et 9 mai 1848.